# Imperial, Texas
Imperial är en ort i Pecos County i delstaten Texas, USA.